# Bazincourt-sur-Saulx
Bazincourt-sur-Saulx is een gemeente in het Franse departement Meuse (regio Grand Est) en telt 144 inwoners (2004). De plaats maakt deel uit van het arrondissement Bar-le-Duc.

## Geografie
De oppervlakte van Bazincourt-sur-Saulx bedraagt 10,4 km², de bevolkingsdichtheid is 13,8 inwoners per km².
De onderstaande kaart toont de ligging van Bazincourt-sur-Saulx met de belangrijkste infrastructuur en aangrenzende gemeenten.

## Demografie
Onderstaande figuur toont het verloop van het inwonertal (bron: INSEE-tellingen).